# Andrea Mantovani
Pour les articles homonymes, voir Mantovani.
Andrea Mantovani, né le 22 juin 1984 à Turin, est un footballeur italien évoluant au poste de défenseur à Novare Calcio.

## Biographie

### En club

#### Torino
Au Torino depuis l'âge de 5 ans, Andrea Mantovani signe son premier contrat professionnel en 2001.
S'entraînant avec l'équipe première, il ne débute en Serie A que la saison suivante, le 19 janvier 2003, lors de la 17e journée de championnat face à Côme en remplaçant Gianluca Comotto en fin de première période. Il terminera la saison avec 8 apparitions dont 4 comme titulaire.
Il est prêté la saison suivante, afin de s'aguerrir, à l'US Triestina en Serie B. Il y jouera en tant que titulaire et terminera avec 39 apparitions. Il y inscrit son premier but professionnel face à Messine lors de la 24e journée.
De retour au Torino, descendu en Serie B, la saison suivante, le joueur y trouve plus de temps de jeu. Le club termine second du championnat à la différence de buts, avec autant de points qu'Empoli, et devait donc obtenir sportivement son billet pour la Serie A, mais faute de garanties financières ne peut obtenir sa promotion. Tous les joueurs sont libérés de leur contrat, afin d'assainir les finances de l'équipe, et sont ainsi libres de rejoindre la formation de leur choix.

#### Chievo Vérone
Sans contrat, il signe le 11 août 2005 au Chievo Vérone en compagnie de son coéquipier Giovanni Marchese. Dans la foulée, il est acheté en copropriété par la Juventus, pour 1 million d'euros. Mais à la suite de l'affaire Moggi, le Chievo le rachète entièrement un an plus tard pour 300 000 euros.
C'est lors de la saison 2007-2008, sous les ordres de Giuseppe Iachini, qu'il s'impose comme titulaire dans la défense du Chievo Vérone et aide le club à remporter la Serie B et à retrouver ainsi l'élite. Il restera titulaire les saisons suivantes et aidera le club à se maintenir en Serie A.

#### US Palerme
Le 6 juillet 2011, il est transféré à l'US Palerme pour 3,5 millions d'euros. Mais le 30 juin 2011, Maurizio Zamparini avait déjà annoncé son transfert.

### En sélection
Andrea Mantovani a été de toutes les sélections de jeunes de l'Italie.
Il a notamment participé à l'Euro  des moins de 16 ans en 2001, a remporté l'Euro des moins de 19 ans en 2003 et a participé aux championnats d'Europe espoirs en 2006 et 2007.

## Statistiques
| Saison                | Club                  | Championnat           | Championnat | Championnat | Coupe(s) nationale(s) | Coupe(s) nationale(s) | Compétition(s) continentale(s) | Compétition(s) continentale(s) | Compétition(s) continentale(s) | Total | Total |
| Saison                | Club                  | Division              | M.          | B.          | M.                    | B.                    | Comp.                          | M.                             | B.                             | M.    | B.    |
| 2002-2003             | Torino Calcio         | Serie A               | 8           | 0           | -                     | -                     | -                              | -                              | -                              | 8     | 0     |
| 2003-2004             | US Triestina (prêt)   | Serie B               | 39          | 2           | -                     | -                     | -                              | -                              | -                              | 39    | 2     |
| 2004-2005             | Torino Calcio         | Serie B               | 28+4        | 1+0         | 6                     | 1                     | -                              | -                              | -                              | 38    | 2     |
| 2005-2006             | Chievo Vérone         | Serie A               | 4           | 0           | 1                     | 0                     | -                              | -                              | -                              | 5     | 0     |
| 2006-2007             | Chievo Vérone         | Serie A               | 18          | 0           | 4                     | 0                     | C1+C3                          | 2+1                            | 0+0                            | 25    | 0     |
| 2007-2008             | Chievo Vérone         | Serie B               | 37          | 4           | 1                     | 0                     | -                              | -                              | -                              | 38    | 4     |
| 2008-2009             | Chievo Vérone         | Serie A               | 31          | 2           | 1                     | 0                     | -                              | -                              | -                              | 32    | 2     |
| 2009-2010             | Chievo Vérone         | Serie A               | 36          | 3           | 2                     | 0                     | -                              | -                              | -                              | 38    | 3     |
| 2010-2011             | Chievo Vérone         | Serie A               | 31          | 0           | -                     | -                     | -                              | -                              | -                              | 31    | 0     |
| 2011-2012             | US Palerme            | Serie A               | 24          | 2           | 1                     | 0                     | C3                             | 2                              | 0                              | 27    | 2     |
| 2012-2013             | US Palerme            | Serie A               | 6           | 0           | -                     | -                     | -                              | -                              | -                              | 6     | 0     |
| 2013-2014             | Bologne FC (prêt)     | Serie A               | 21          | 0           | 1                     | 0                     | -                              | -                              | -                              | 22    | 0     |
| 2014-2015             | AC Pérouse            | Serie B               | 9+1         | 0           | -                     | -                     | -                              | -                              | -                              | 10    | 0     |
| 2015-2016             | Vicence Calcio        | Serie B               | 17          | 0           | 2                     | 0                     | -                              | -                              | -                              | 19    | 0     |
| 2015-2016             | Novare Calcio         | Serie B               | 14+3        | 0           | -                     | -                     | -                              | -                              | -                              | 17    | 0     |
| Total sur la carrière | Total sur la carrière | Total sur la carrière | 331         | 14          | 19                    | 1                     | -                              | 5                              | 0                              | 355   | 15    |

## Palmarès

### En club
- Chievo Vérone
  - Serie B en 2008

### En sélection
- Italie -19 ans
  - Euro -19 en 2003

- Italie -20 ans
  - Torneo Quattro Nazioni -20 en 2006

## Vie privée
Mantovani est marié avec Elisa Leka depuis le 22 juin 2009. Le couple a un fils, Louis Carlos, né fin 2008.

## Sources
- (it) Cet article est partiellement ou en totalité issu de l’article de Wikipédia en italien intitulé « Andrea Mantovani » (voir la liste des auteurs).